# Elattoneura frenulata
Elattoneura frenulata är en trollsländeart som först beskrevs av Hagen in Selys 1860.  Elattoneura frenulata ingår i släktet Elattoneura och familjen Protoneuridae. IUCN kategoriserar arten globalt som livskraftig. Inga underarter finns listade i Catalogue of Life.